# WiiWare
WiiWare — сервис, позволяющий пользователям консоли Nintendo Wii загружать специально разработанные игры и программы. Игры и программы могут быть куплены только в Wii Shop Channel. После покупки они появляются в Каналах Wii. Также WiiWare поддерживает Virtual Console, что позволяет покупать игры, разработанные для других систем.
WiiWare позиционируется как возможность для разработчиков с небольшим бюджетом выпустить инновационную, оригинальную, небольшую игру без затрат и рисков (также как в Xbox Live Arcade и PlayStation Store). Стоимость комплекта разработчика составляет 2000 долларов США, а сами разработчики должны получить лицензию у Nintendo.
Как и в Virtual Console, игры в WiiWare приобретаются за Nintendo Points.
4 ноября 2009 года президент Nintendo Сатору Ивата заявил, что они планируют начать тестирование загружаемых демоверсий игр. 16 ноября в американском Wii Shop Channel появилось пять демоверсий игр, которые позже появились в европейском Wii Shop Channel. С 31 января 2010 года WiiWare поддерживает демоверсии игр.

## Игры
Сервис WiiWare был официально запущен 25 марта 2008 года в Японии, 12 мая 2008 года в Северной Америке и 20 мая 2008 года в Европе.
10 октября 2007 года Nintendo провела пресс-конференцию, на которой она объявила первые игры, которые будут доступны для покупке в сервисе: My Pokémon Ranch, Dr. Mario Online Rx и Final Fantasy Crystal Chronicles: My Life as a King. На конференции также были анонсированы игры Family Table Tennis , Mojipittan, Maruboushikaku и Magnetica Twist. Компания Hudson Soft также анонсировала 3 WiiWare-тайтла: Bomberman Blast, Star Soldier R и Joysound. Позже Hudson объявила, что в разработке находятся как минимум 10 игр. Capcom, Namco, Sega, Taito и Konami также анонсировали, а позже выпустили игры для данного сервиса.